# Blasius
Blasius ist die latinisierte Form des ursprünglichen griechischen Namens Βλάσιος (Blásios).

## Namenstag
- 3. Februar Blasiustag, Gedenktag des heiligen Blasius von Sebaste

## Varianten
- Biagio, Blasi (italienisch)
- Bläsi (schweizerdeutsch)
- Blaise (französisch)
- Blas (spanisch)
- Blesi (rätoromanisch)
- Wlas (russisch)
- Balázs (ungarisch)
- Błażej, Błaszczyk (polnisch)
- Blažej (tschechisch)
- Blaž (kroatisch)
- Blažiejus (litauisch)

Abgeleitete Familiennamen auch:
- deutsch/niederländisch: Bläsius, Bläsing, Bläsgen, Bläske, Blasig, Blaschek, Blasche, Blaschke, Blazek, Plaschke, Bläse, Blasl
- italienisch: Biagio, Biasio

## Kurzformen
- Blas, Blaas, Blase, Bläse, Blasi, Blässi

## Bedeutung
Der Name leitet sich vermutlich entweder von lateinisch blaesus = ‚das Lispeln‘ ab, also etwa ‚der Lispler‘, oder von der latinisierten Form des griechischen Namens basilios (altgriechisch basíleios) = ‚der Königliche‘, ‚der auf den Namen des Christkönigs (Jesus Christus) Getaufte‘.

## Bekannte Namensträger

### Vorname
- Heiliger Blasius von Sebaste in Kappadokien
- Blasius († 910) Rom, Klostergründer auf dem Athos (LThK)
- Blasius von Amorion (LThK)
- Blasius von Parma († 1416) (LThK)
- Blasius von Braga (16. Jh.) (LThK)
- Blasius a Conceptione OCarm (Bernhard Riquet) (1603–1694), Rouen (LThK)
- Blasius a Purificatione OCarm († 1705) Rom Ordenshistoriker (LThK)
- Blasius Balteschwiler (1752–1832), Schweizer Brückenbaumeister
- Blasius Gerg (1927–2007), deutscher akademischer Bildhauer
- Blasius Hanf (1808–1892), österreichischer Pater und Ornithologe
- Blasius Höfel (1792–1863), österreichischer Kupferstecher
- Blasius Hueber (1735–1814), Landvermesser und Bauer
- Blasius Kozenn (1821–1871), österreichischer Kartograph
- Blasius Merrem (1761–1824), Professor an der Universität Duisburg und an der Universität Marburg
- Blasius II. Münzer (1572–1638), Abt des Klosters St. Blasien im Südschwarzwald und Landgraf der Herrschaft Bonndorf im Schwarzwald
- Blaise Pascal (1623–1662), französischer Physiker, Mathematiker und Philosoph

### Familienname
- Bernd Blasius (* 1965), deutscher Mathematiker und Hochschullehrer
- Dirk Blasius (* 1941), deutscher Historiker
- Don Blasius (* 1950), US-amerikanischer Mathematiker
- Ernst Blasius (1802–1875), deutscher Chirurg
- Erwin Blasius (1870–1959), deutscher Verwaltungsjurist
- Eugen Blasius (1861–1937), deutscher Experimentalphysiker, Kristallograph und Hochschullehrer
- Ewald Blasius (1921–1987), deutscher Chemiker
- Gerardus Leonardus Blasius (1625–1682), niederländischer Mediziner und Anatom
- Heinrich Blasius (1883–1970), deutscher Physiker (Blasius-Grenzschicht in der Fluiddynamik)
- Heinrich Wilhelm Blasius (William Blasius; 1818–1899), deutsch-amerikanischer Meteorologe
- Johann Heinrich Blasius (1809–1870), deutscher Zoologe
- Johannes Blasius (1490–1550), Schweizer Reformator und evangelischer Pfarrer
- Jörg Blasius (* 1957), deutscher Soziologe
- Juliana Blasius (1781–1851), deutsche Räuberbraut des Schinderhannes
- Matthieu-Frédéric Blasius (1758–1829), französischer Violinist, Klarinettist, Dirigent, Komponist und Musikpädagoge
- Pantaleon Blasius (um 1520–nach 1560), deutscher evangelischer Geistlicher und Reformator
- Rainer Blasius (* 1952), deutscher Historiker
- Richard Blasius (1885–1968), deutscher Schriftsteller
- Rudolf Blasius (1842–1907), deutscher Arzt und Ornithologe
- Werner Blasius (1899–1945), deutscher Kommunalpolitiker
- Wilhelm Blasius (1845–1912), deutscher Botaniker, Ornithologe und Politiker

## Weiteres
- Blasius (Rebsorte) Rebsorte
- Gebäude und Städte mit dem Namensteil Blasius finden sich unter Blasiuskirche
- „Blasius, der Spaziergänger“ war eine Lokalkolumne von Siegfried Sommer, die fast vierzig Jahre lang ununterbrochen in der Abendzeitung erschien
- Blasius (eigentlich Felix Burckhardt; * 1906; † 1992), Basler Stadtpoet
- Blasius, menschlich aussehender Roboter, dargestellt von Leoš Suchařípa, in Abenteuer mit Blasius, 1975 erschienener Film von Egon Schlegel.